# Musaranya mesquera
La musaranya mesquera (Sylvisorex ollula) és una espècie de mamífer de la família de les musaranyes. Viu al Camerun, la República Centreafricana, Guinea Equatorial, Gabon i Nigèria. El seu hàbitat natural són els boscos de plana humits subtropicals o tropicals.